# Malcolm IV de Escocia
Malcolm IV de Escocia —en gaélico escocés: Máel Coluim mac Eanric— (24 de mayo de 1141-Jedburgh, Inglaterra; 9 de diciembre de 1165) fue rey de Escocia, hijo del príncipe Enrique, y nieto del rey David I, a quien sucedió en la corona.

## Biografía
Sometió a Galloway en 1160, y en 1157 le rindió homenaje a Enrique II de Inglaterra, a quien acompañó a Toulouse en 1159 a cambio de la concesión de los condados de Huntingdon y Northampton. Durante su reinado disminuyeron las revoluciones celtas y vikingas, pero sufrió ataques de Somerled, señor de las Islas y de Argyll, con el pretendiente Donald Macbeth hasta la muerte de éste en Renfrew, en 1164. Al final de su reinado tuvo que renunciar a Cumberland y Northumberland.